# KYB
KYB（日语：KYB株式会社），是專精於製造各種液壓設備的日本公司，旗下產品廣泛利用於汽車工業、鐵路、航空、建築等領域。2005年10月1日由萱場工業（カヤバ工業株式会社）改為現名，並在東京證券交易所一部上市。

## 醜聞
2018年10月，KYB公司自主對外發表建築物用免震和制震之部分産品，可能有篡改出廠測試數據之行為。該公司產品裝置除了被用於日本各大設施包括核電站外、晴空塔、東京都廳、東京車站等，2020年東京奧運會和殘奧會的賽場也使用了該公司産品。日本國土交通省認為若裝置無法發揮設計性能，搖晃程度有超出預期的機會。該公司該項產品除日本境內使用外，部分産品有外銷至台灣。2020年7月22日內政部營建署發佈對外新聞稿表示，台灣所使用KYB建築免制震産品之建築物，經過結構技師複算與技師審查結果，皆合乎我國法規結構安全無慮。

## 外部連結
- 官方网站 (日語）